# Grace period
Grace period, okres prolongaty (po angielsku grace to m.in. prolongata, zwłoka) – okres, w którym z karty kredytowej można pożyczyć pieniądze bez konieczności regulowania odsetek. Grace period jest istotnym elementem konstrukcji karty kredytowej, bowiem darmowy kredyt jest podstawowym narzędziem, służącym bankom do promowania kart kredytowych.

## Pojęcie grace period
Pojęcie grace period można rozumieć dwojako. Po pierwsze jest to czas trwający od momentu rozpoczęcia okresu rozliczeniowego, do ostatniego dnia, w którym możliwe jest spłacenie zadłużenia na karcie w całości – bez żadnych odsetek. W przypadku karty, której tak rozumiany grace period wyniesie 56 dni, będzie się on składał z 31 dni okresu rozliczeniowego i 25 dni na spłatę zadłużenia.
W miesiącu, który ma mniej niż 31 dni, okres ulegnie odpowiedniemu skróceniu. Banki wyznaczają długość okresu rozliczeniowego podając dzień miesiąca, w którym generowany jest wyciąg. Czas od momentu wygenerowania poprzedniego wyciągu to właśnie okres rozliczeniowy. Aby uniknąć komplikacji z kalendarzem, większość banków pozwala na generowanie wyciągów tylko do dnia 28 każdego miesiąca, nie ma natomiast możliwości zakończenia okresu rozliczeniowego 29, 30 lub 31 dnia.
Inne rozumienie pojęcia grace period odnosi się do czasu od końca okresu rozliczeniowego, czyli od wygenerowania wyciągu, do ostatniego dnia możliwości jego bezodsetkowej spłaty. W przypadku wspomnianej karty, tak rozumiany grace period będzie wynosił 25 dni.

## Zakres grace period
Bank rezygnuje z odsetek tylko w przypadku, gdy przed zakończeniem tego okresu klient dokona spłaty zadłużenia w całości. Jeśli tego nie zrobi, to bank policzy odsetki od całej kwoty zadłużenia od dnia dokonania płatności (nawet jeżeli klient spłacił połowę zadłużenia).
Grace period dotyczy tylko transakcji bezgotówkowych. Od transakcji wypłaty gotówki, np. w bankomatach, odsetki trzeba zapłacić w każdym przypadku (za każdy dzień do spłaty transakcji gotówkowej).
Dzieje się tak, ponieważ w przypadku transakcji bezgotówkowych sprzedawca płaci wynoszącą od 1,5 do 3% wartości transakcji prowizję (interchange). Jej duża część trafia do banku wydającego kartę, i z tych pieniędzy może on finansować grace period. W przypadku wypłaty z bankomatu, to bank ponosi dodatkowe koszty z tym związane.

## Wady i zalety
Karta kredytowa, w przypadku dokonywania co miesiąc całkowitej spłaty zadłużenia, spowodowanego korzystaniem z niej, minimalizuje koszty z jej korzystania. Jednocześnie daje możliwość skorzystania z kredytu w sytuacji awaryjnej.
Z drugiej strony, korzystanie z kredytu na karcie kredytowej jest dość drogie, oprocentowanie takiego kredytu jest zazwyczaj wyższe od średniego poziomu oprocentowania kredytu odnawialnego w koncie osobistym. Jednocześnie klient musi spłacać co miesiąc jedynie niewielką część długu (zazwyczaj 5% nie mniej niż 30-50 zł), co powoduje, że może pozostawać zadłużony teoretycznie w nieskończoność, ciągle opłacając stosunkowo wysokie odsetki. Brak spłaty kwoty minimalnej w wielu przypadkach skutkuje nie tylko naliczeniem odsetek od kredytu kartowego, ale również opłaty karnej. Dlatego też trzeba pamiętać o spłacie tego minimum.

## Grace period w Stanach Zjednoczonych
W USA najdłuższy oferowany przez banki grace period wynosi 60 dni. Jednak jego średnia długość dla wszystkich kart na rynku już od ponad 10 lat spada. Banki chętniej konkurują za sobą innymi parametrami, a klienci zwracają mniejszą uwagę na to, czy karta oferuje 55, czy 60 dni bez odsetek.

## Grace period w Polsce
W Polsce najdłuższy grace period wynosi 30 dni od zakończenia okresu rozliczeniowego. Niektóre banki liczą maksymalną długość okresu rozliczeniowego na 30 dni, inne na 31, i stąd wyniki mogą różnić się od siebie o 1 dzień.
Wypukłe karty kredytowe najczęściej oferują grace period wynoszący ponad 50 dni. Wyjątkiem jest tu Visa Nowa Raiffeisen Banku, która oferuje 44 dni. Jest to poziom podobny do oferowanego przez banki na kartach elektronicznych.
Pierwsza wydana w Polsce karta kredytowa – Express M wydawana w latach 1993–1996. Karta posiadała jedynie 7-dniowy okres bezodsetkowy.